# Техническая помощь СНГ

Эмблема программы ТАСИС

Техническая помощь Содружеству Независимых Государств (ТАСИС, англ. Technical Assistance for the Commonwealth of Independent States, TACIS, также Tacis) — существовавшая в 1991—2007 годах программа Европейского союза, направленная на содействие ускорения процесса экономических реформ в странах СНГ (до 2003 года также Монголии, участвующей в некоторых органах Содружества) посредством предоставления грантов и консультационной помощи.

## Положения программы
Программа предполагала помощь в форме оказания консультаций, направления групп экспертов, проведения исследований и профессиональной подготовки, путём создания правовой и нормативной базы, экспериментальных проектов, разработки бизнес-планов и методических рекомендаций.
TACIS работала в сотрудничестве со странами-партнерами для определения направления использования средств, а также с другими инвесторами и международными организациями.
Среди наиболее важных направлений выделялись: реструктуризация предприятий, развитие частного сектора, реформа государственного управления, сельское хозяйство, энергетика и транспорт.

## Реализация
Первые 8 лет программа осуществлялась с ориентацией на спрос и со значительными задержками, помощь оказывалась, главным образом, в форме отдельных небольших проектов и правовой защите экономических
операторов. С 1991 по 1999 года по программе TACIS странам СНГ было выделено 4,2 млрд евро на более чем 3000 проектов.
В январе 2000 года Европейский совет принял Постановление № 99/2000, изменившее характер программы с ориентации на спрос в сторону диалогового взаимодействия и секторальной поддержки с опорой на ресурсы стран-участниц, что означало сокращение экономической помощи со стороны ЕС в пользу преимущественно консультативной и правовой. Начиная с 2002 года, Евросоюз сосредоточил помощь на реформировании структур управления обществом, а не на поддержке отдельных компаний и частных интересов.
Программа TACIS на 2000—2006 гг. с бюджетом около 3,1 млрд евро охватывала Армению, Азербайджан, Белоруссию, Грузию, Казахстан, Кыргызстан, Молдавию, Монголию, Россию, Таджикистан, Туркменистан, Украину и Узбекистан.
Всего в период с 1991 по 2007 год по программе TACIS Евросоюз выделил странам-членам СНГ 7,3 млрд. евро. По признанию функционеров организации, эта сумма является «значительной, но все ещё может считаться ограниченной, учитывая масштабы проблем, которые предстоит решить».

## TACIS и Российская Федерация
На долю РФ пришлось свыше 50 % всех средств, выделенных Евросоюзом на проекты TACIS. На реализацию более 1,5 тыс. российских проектов Евросоюз с 1991 года выделил более 2,46 млрд евро. Эти средства были сосредоточены, преимущественно, в следующих областях:
- поддержка институциональной, правовой и административной реформы;
- поддержка частного сектора и содействие экономическому развитию;
- поддержка мер по ослаблению социальных последствий переходного периода;
- ядерная безопасность.

В рамках поддержки частного сектора, в 1994 году была запущена программа поддержки малого и среднего предпринимательства в 50 субъектах РФ, на которую по линии TACIS было потрачено 23 млн евро.
Значительные средства (352,2 млн евро) были выделены на повышение уровня ядерной безопасности, в том числе через сотрудничество по линии МЦНТ. В частности, «Росэнергоатом» получил от TACIS 199,4 млн евро на реализацию 224 проектов. Эти средства были израсходованы, главным образом, на приведение стандартов безопасности российских АЭС в соответствие с международными.
В 1998 году на средства TACIS (около 1 млн евро) осуществлялся проект создания электронного каталога Российской государственной библиотеки.
С 2000 года специалисты TACIS консультировали российское правительство, Министерство по налогам и сборам, Министерство финансов, Министерство по антимонопольной политике и Министерство экономического развития и торговли по вопросам проведения налоговой реформы.
В сентябре 2005 года специалисты TACIS во взаимодействии с Министерством финансов РФ составили проект по осуществлению реформы системы аудита в стране, не доведённый до конца из-за прекращения программы.
Как отмечалось в аналитической записке Счётной палаты Российской Федерации по исполнению программы TACIS в России, возможности программы использовались не в полной мере, в частности, по причине недостатков в организации этого вида международного сотрудничества. Несмотря на формально безвозмездный характер помощи, осуществление программы TACIS требовало от российских получателей существенных административных, интеллектуальных и финансовых затрат.

## Сворачивание программы
Вопреки изначальным целям, программа TACIS оказалась малоэффективной. Значительная часть средств, выделенных на неё, не дала ожидаемого эффекта. Согласно данным Счётной палаты Российской Федерации, по каждому проекту программы до 80 % средств расходовалось на консультирование российских получателей помощи организациями из государств-членов Европейского Союза, стоимость технического содействия нередко завышалась за счёт «раздутых» административных расходов и вследствие
зачастую неправомерно высокой оплаты иностранных экспертов (почти в 7-9 раз выше, чем российских), а большая часть технического содействия была ориентирована на интересы инвесторов. По итогам проверки, аудиторы Счётной палаты пришли к заключению, что «реально основным видом деятельности Европейского Союза в рамках программы ТАСИС остаётся оказание консультативной помощи, причём в основном силами экспертных структур из самих стран Европейского Союза, <…> расходуемые средства программы ТАСИС по сути не то, что возвращаются, а не покидают Европейский Союз».
В апреле 2006 года ревизионная комиссия Евросоюза провела проверку и заявила, что 5 млрд евро были потрачены неэффективно. Аудиторы установили, что только 5 из 29 проектов в России имели ощутимый результат.
Члены Европарламента потребовали от Еврокомиссии остановки программы.
В 2007 году программа TACIS была прекращена. Вместо неё была запущена программа «Инструмент европейского соседства и партнёрства (ENPI)»